# Sandra Reynoldsová
Sandra Reynoldsová (provdaná Priceová, * 4. března 1934 Bloemfontein) je bývalá jihoafrická tenistka. V ženské dvouhře se roku 1960 probojovala do finále Wimbledonu, kde podlehla Brazilce Marii Buenové. Podle Lance Tingaye byla Reynoldsová v letech 1959 až 1962 v první světové singlové desítce a roku 1960 byla světovou trojkou.
Ještě více se jí ale dařilo ve čtyřhře. V ženském deblu třikrát triumfovala na Roland Garros (1959, 1961, 1962) a jednou na Australském mistrovství (1959). Na Wimbledonu hrála dvakrát deblové finále (1960, 1962). Všech těchto výkonů dosáhla v páru s krajankou Renée Schuurmanovou. Společně se jim přezdívalo „tenisová dvojčata“. Přidala i jeden grandslamový titul v mixu, když v roce 1959 ovládla Australian Championships, s Australanem Bobem Markem.
Provdala se roku 1961 za obchodníka s koňmi Lowella Price. Měla též přezdívku „Grace Kellyová jihoafrického tenisu“.